# Твенг
Твенг (нем. Tweng) — коммуна (нем. Gemeinde) в Австрии, в федеральной земле Зальцбург. 
Входит в состав округа Тамсвег.  Население составляет 398 человек (на 31 декабря 2005 года). Занимает площадь 86,54 км². 

## Политическая ситуация
Бургомистр коммуны — Франц Пёллитцер (АНП) по результатам выборов 2004 года.
Совет представителей коммуны (нем. Gemeinderat) состоит из 9 мест.
- АНП занимает 7 мест.
- СДПА занимает 1 место.
- АПС занимает 1 место.